# Nœud étrangleur
Le nœud étrangleur est un simple nœud d'accroche. Semblable au nœud constricteur, il comporte également un demi-nœud sous un virage à cheval. Une différence visible est que les extrémités émergent sur les bords extérieurs, plutôt qu'entre les tours comme pour un constricteur. Ce nœud est un nœud double réarrangé et constitue chaque moitié du nœud de pêcheur double.

## Nouage

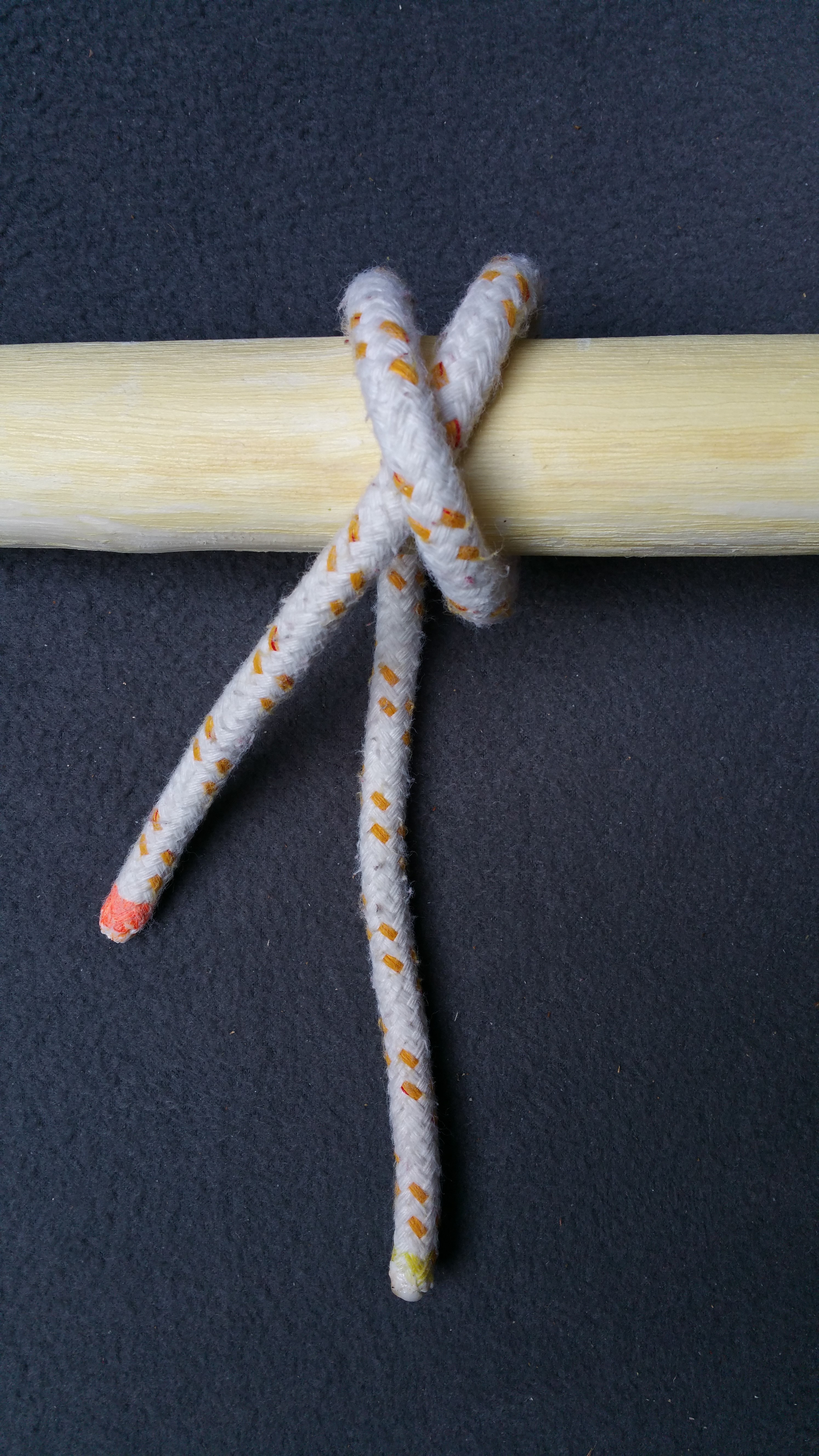
Etape 1
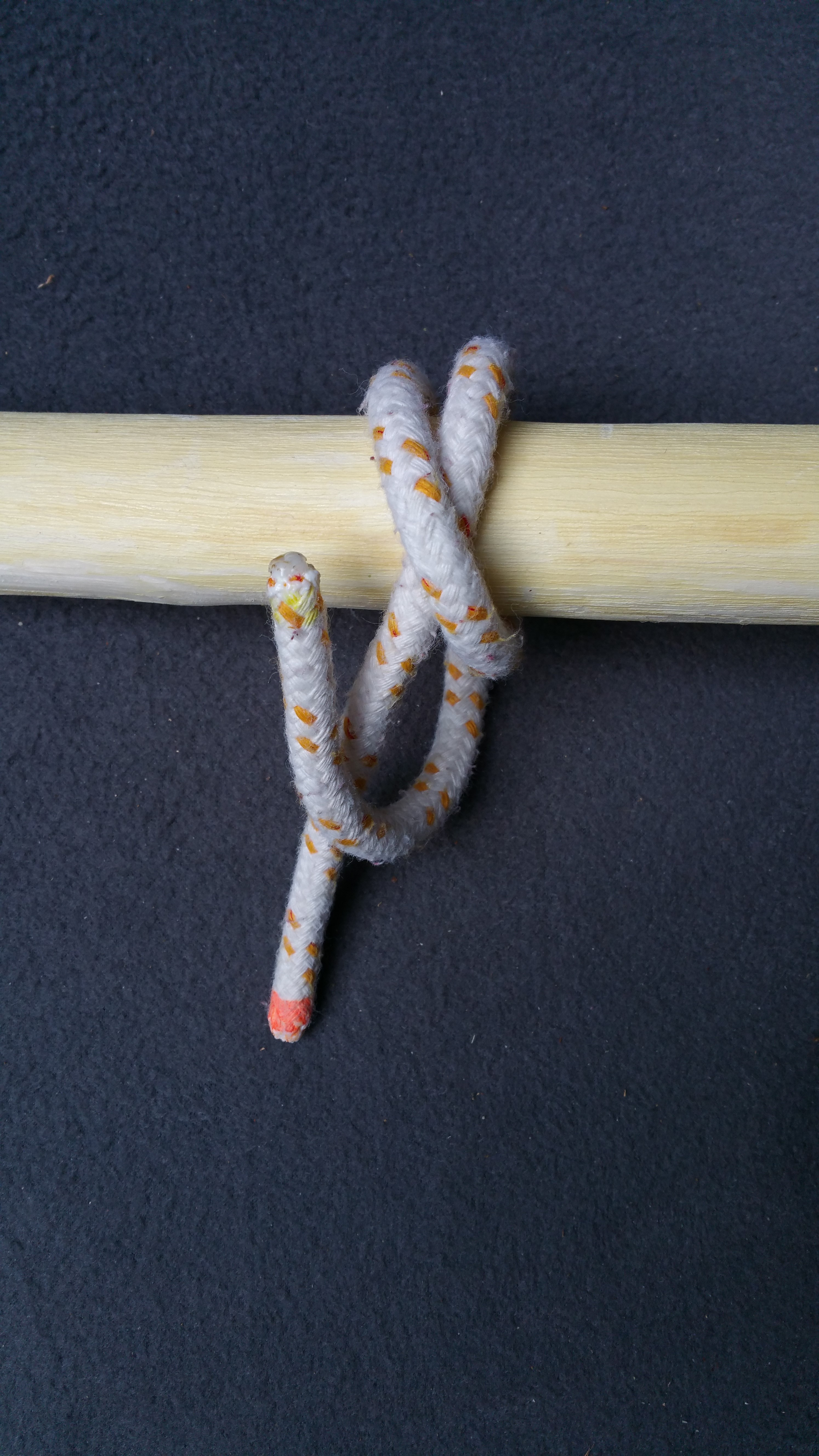
Etape 2
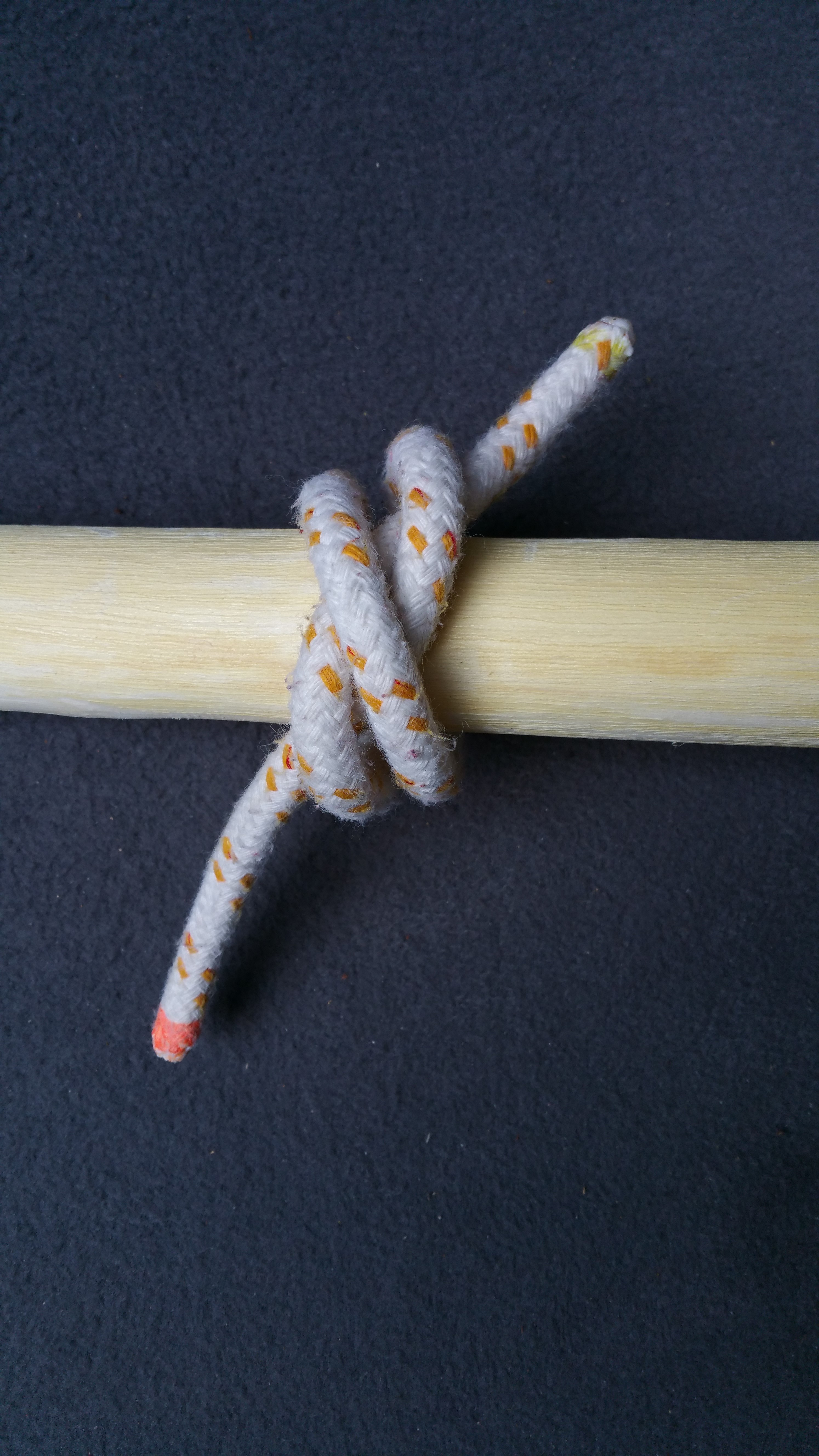
Etape 3
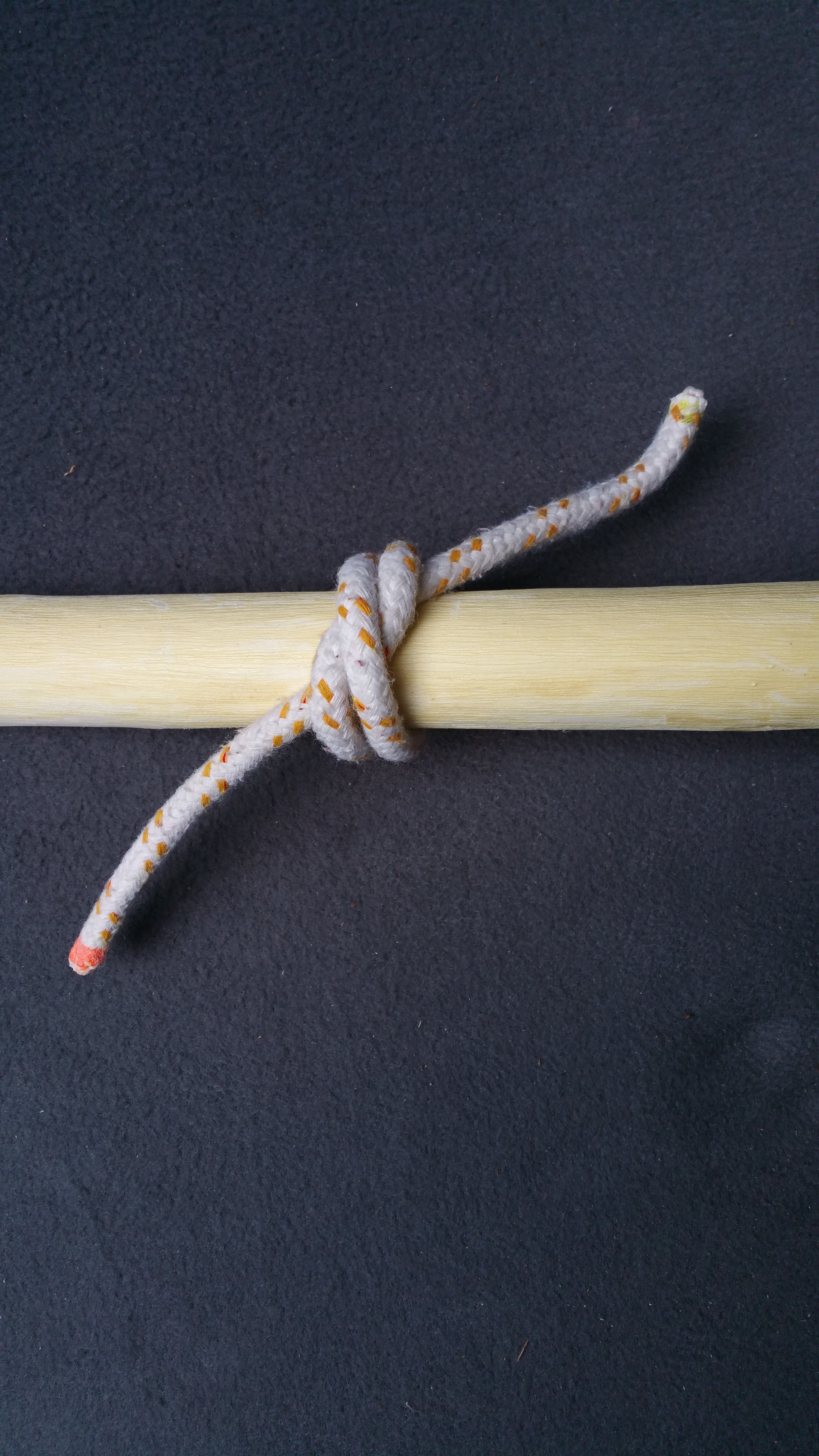
Etape 4